# Palaeomymar cyclopterus
Palaeomymar cyclopterus är en stekelart som beskrevs av Fidalgo och De Santis 1982. Palaeomymar cyclopterus ingår i släktet Palaeomymar och familjen bälgnacksteklar. Inga underarter finns listade i Catalogue of Life.